# Министерство обороны Норвегии
Министерство обороны Норвегии (Forsvarsdepartement) - ведомство Норвегии, отвечающее за разработку и реализацию национальной политики безопасности и обороны, а также за общее руководство и контроль деятельности подведомственных учреждений. Министерство управляет большой группой оборонных агентств, чтобы не быть связанным с Министерством иностранных дел, которое управляет всеми разведывательными учреждениями в стране.

## Основные задачи
- Стратегический анализ, исследования и разработки
- Развитие долгосрочной политики, в том числе будущих стратегических концепций и доктрин
- Структурное планирование
- Планирование, бюджетирование и реализация в среднесрочной и краткосрочной перспективе
- Общее руководство деятельностью учреждений в течение бюджетного года
- Оперативная политика, планирование и управление на стратегическом уровне
- Аварийное планирование политики и управления на стратегическом уровне
- Антикризисное управление
- Разработка и реализация политики безопасности
- Развитие военно-технического сотрудничества с союзными странами
- Стратегическое управление персоналом
- Стратегическое руководство и управление в сфере ИКТ
- Организационное развитие
- Превентивная безопасность на стратегическом уровне
- Юридические вопросы
- Внутренний аудит
- Внутренняя администрация

## Отделы
- Исполнительный секретариат
- Отдел связи
- Отдел внутреннего аудита
- Управление кадров и общего обслуживания
- Департамент политики безопасности
- Департамент по вопросам управления и финансов
- Департамент военной политики и перспективного планирования